# Thomas Barbusca
Thomas Barbusca, né le 3 mars 2003 à Toms River, dans le New Jersey, est un acteur américain.

## Filmographie

### Cinéma
- 2012 : Microeconomics : Cody
- 2014 : The Last Time You Had Fun : Duncan
- 2015 : Tag : un garçon dans le parc
- 2015 : Summer Memories : Jason
- 2016 : La 6e, la pire année de ma vie : Leo
- 2018 : Searching : Portée disparue : Cody
- 2019 : Big Time Adolescence : Stacey
- 2021 : North Hollywood : Altar Boy
- 2021 : Ron débloque : Jayden
- 2022 : Luckiest Girl Alive
- 2023 : Missing de Will Merrick et Nicholas D. Johnson : Cody

### Télévision
- 2012 : Conan : Linus (1 épisode)
- 2012-2013 : The New Normal : Donny (2 épisodes)
- 2013 : Body of Proof : le jeune enfant (1 épisode)
- 2013 : New Girl : le jeune enfant (1 épisode)
- 2014 : Friends with Better Lives : le deuxième enfant (1 épisode)
- 2014 : Grey's Anatomy : Link McNeil (5 épisodes)
- 2014 : Clarence : Malakevin (1 épisode)
- 2014 : Anger Management : Justin (1 épisode)
- 2015 : Shameless (1 épisode)
- 2015 : Les Thunderman : Cedric (1 épisode)
- 2015 : Resident Advisors : Milo (1 épisode)
- 2015 : Wet Hot American Summer: First Day of Camp : Drew (7 épisodes)
- 2015 : The League : Copper Harris (1 épisode)
- 2015 : American Horror Story : Jimmy (3 épisodes)
- 2016 : Kirby Buckets : Levi (2 épisodes)
- 2016 : Preacher : Chris Schenck (2 épisodes)
- 2016 : Another Period : Jay Densmith
- 2016 : Tween Fest : PeteyBeatz (2 épisodes)
- 2017 : Au fil des jours : Finn (2 épisodes)
- 2017-2018 : Very Bad Nanny : Chip Pemberton (37 épisodes)
- 2018-2019 : The Kids Are Alright : Davey (3 épisodes)
- 2019 : Arrested Development : Gob jeune (3 épisodes)
- 2019-2020 : Schooled : Alex Piper (5 épisodes)
- 2020 : The Real Bros of Simi Valley : un étudiant (4 épisodes)
- 2020-2021 : Solar Opposites : Aeden (4 épisodes)
- 2021 : Chad : Reid (6 épisodes)
- 2021 : Black Monday : Werner (6 épisodes)
- 2022 : Scroll Wheel of Time : Mozart (1 épisode)